# Statskuppen i Argentina 1930
Statskuppen i Argentina 1930 även kallad Septemberrevolutionen av anhängare, inträffade då Argentians regering, under Hipólito Yrigoyen, störtades av styrkor lojala mot general José Félix Uriburu. Statskuppen genomfördes den 6 september 1930 då José Félix Uriburu och styrkor lojala mot honom leddes in i huvudstaden, utan större motstånd, och övertog Casa Rosada. Stora folkmassor samlades i Buenos Aires och stödde kuppen. José Félix Uriburus styrkor tog kontroll over huvudstaden och arresterade anhängare till Unión Cívica Radical. Inga människor dödades i kuppen.
José Félix Uriburus stöddes av Nacionalistas. José Félix Uriburu själv var med i Nacionalista-gruppen Liga Patriótica Argentina, och stöddes av flera militära officerare inom Nacionalista. Nacionalista hade planerat en sådan kupp sedan 1927, då politikern Juan Carulla närmade sig José Félix Uriburu för att stödja en kupp utförd av vad som var en argentinsk motsvarighet till den italienska Carta del Lavoro från 1927. Med den Stora depressionens utbrott 1929, tappade Hipólito Yrigoyen alltmer av sitt politiska stöd, då han genomfört nedskärningar i den offentliga sektorn, då arbetslösheten ökat.
Efter kuppen började argentinsk politik genomgå stora förändringar, andra partier förbjöds, och 1853 års konstitution avskaffades. José Félix Uriburu föreslog att Argentina skulle omvandlas efter korporatistiska och fascistiska idéer.
Argentinas kommande president Juan Perón deltog i kuppen, på José Félix Uriburus sida.